# Ahmadabad (Pakistan)
Pour les articles homonymes, voir Ahmadabad (homonymie).
Ahmadabad ou Mandi Ahmadabad (en ourdou : منڈی احمد آباد), ou encore anciennement Mandi Hira Singh, est une ville pakistanaise située dans le district d'Okara, dans la province du Pendjab. C'est la septième plus grande ville du district. Elle est située à proximité de la frontière indienne.
La population de la ville a été multipliée par plus de deux entre 1998 et 2017 selon les recensements officiels, passant de 16 273 habitants à 39 447, soit une croissance annuelle moyenne de 4,8 %, bien supérieure à la moyenne nationale de 2,4 %. Selon le recensement de 2023, la population de la ville monte à 54 860 habitants.